# ステファニー・シーモア
ステファニー・シーモア（Stephanie Michelle Seymour, 1968年7月23日 - ）は、アメリカ合衆国カリフォルニア州・サンディエゴ生まれのスーパーモデル。
ハーブ・リッツ、リチャード・アヴェドン、ジル・ベンシモンら、一流ファッションカメラマンの被写体となったことでも知られている。1990年代のスーパーモデルブームを牽引した一人。
14歳でモデルを始め、15歳でニューヨークへ移り、エリートモデルルックで優勝。ヴィクトリアズ・シークレットのモデルとして、フレデリーク・ファン・デル・ワルとともに有名になった。ほか、ヴェルサーチやディオールらビッグメゾンのショーの常連でもあった。
私生活も華やかで、エリート・モデル・マネジメント社長ジョン・カサブランカスと17歳で同棲。21歳の時に無名のギタリストと結婚し、一男を生んだ。1991年からロックバンド、ガンズ・アンド・ローゼスのボーカリスト、アクセル・ローズ（『ノーヴェンバー・レイン (November Rain)』に出演もした）と交際した後、1回り以上年上のメディア関連の会社社長と結婚し、現在は二男一女がある。